# Anna Starzinger

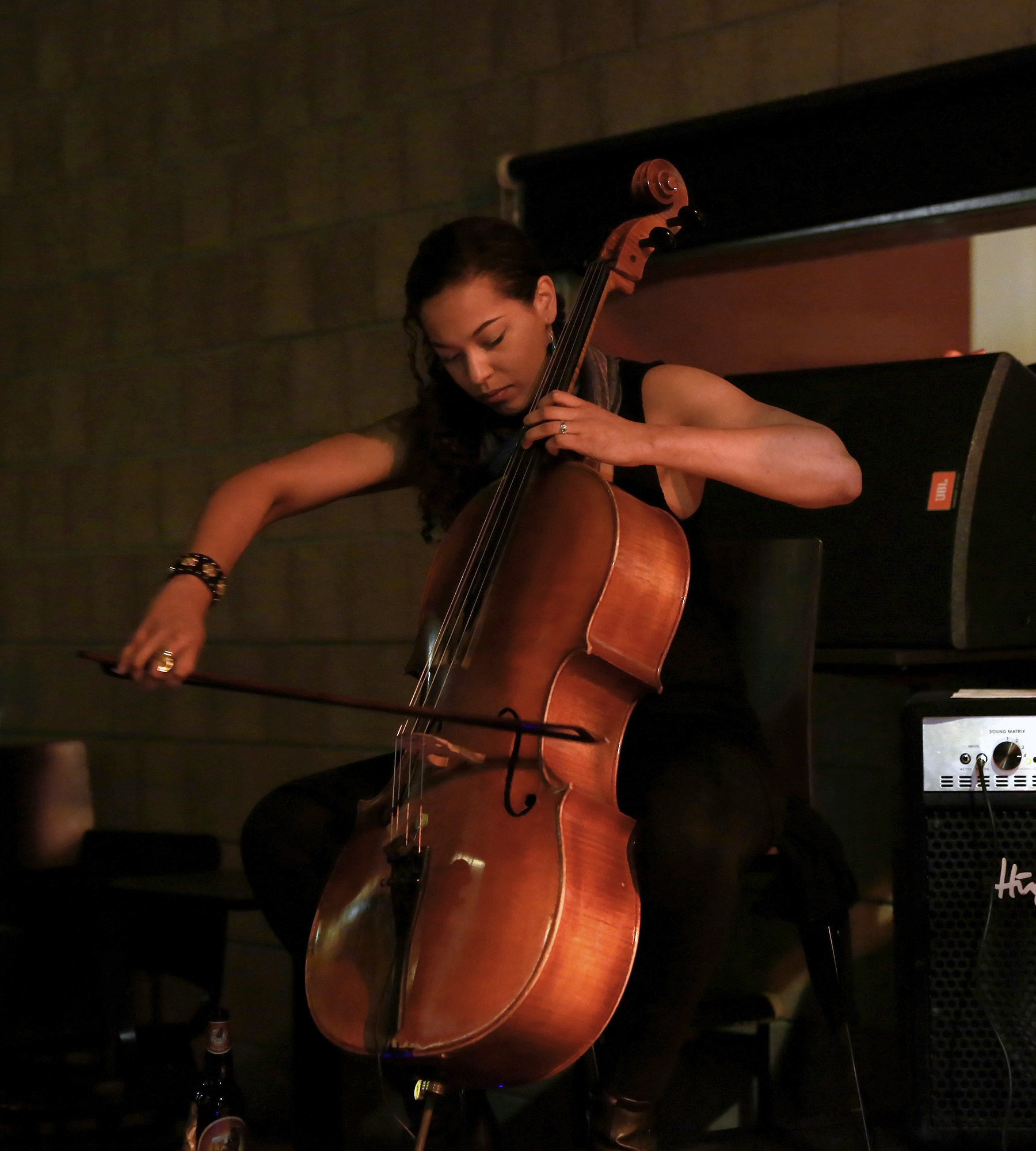
Anna Starzinger (2014)

Anna Starzinger (* 18. Juli 1989 in Wien) ist eine österreichische Cellistin, Schauspielerin und Komponistin.

## Leben
Anna Starzinger ist die Tochter einer Österreicherin und des algerischen Perkussionisten Guem. Starzinger begann im Alter von fünf Jahren zu komponieren und Violoncello zu spielen. Im Juni 2008 maturierte sie mit Auszeichnung am Musikgymnasium Wien und begann mit ihrem Studium an der Universität für Musik und darstellende Kunst Wien, welches sie im März 2013 mit Auszeichnung abschloss. Während ihres ersten Studienjahres wurde sie vom Burgtheater Wien zunächst als Musikerin in der Produktion Das Leben ein Traum (Regie: Karin Beier) engagiert. Seit der darauf folgenden Spielzeit 2009/10 wurde Anna Starzinger als Gast am Burgtheater Wien engagiert – zunächst in der Produktion Eine Familie (Regie: Alvis Hermanis) in der sie als Schauspielerin, Cellistin und Komponistin an der Seite von Kirsten Dene, Michael König, Dörte Lyssewski, Dorothee Hartinger, Sylvie Rohrer, Dietmar König, Roland Kenda, Sarah Viktoria Frick und Barbara Petritsch tätig ist. Weiter wurde sie für die Produktion Würgeengel. Eine masochistische Komödie (Regie: Martin Wuttke), ebenfalls am Burgtheater Wien, als Schauspielerin und Musikerin engagiert und spielte hier unter anderem mit Ignaz Kirchner, Peter Matić, Maria Happel, Catrin Striebeck, Stefanie Dvorak, Yohanna Schwertfeger, Agnes Palmisano, Adina Vetter, Lucas Gregorowicz, Oliver Masucci.
Darüber hinaus arbeitete Starzinger freiberuflich als Filmschauspielerin, unter anderem in dem Kurzfilm Lautlos (Regie: David Czifer und Siegmund Skalar), der auf dem österreichischen Sender Okto gespielt wurde. In dem Kurzfilm Lautlos spielte sie die weibliche Hauptrolle an der Seite von Klaus Ofczarek, Peter Fernbach komponierte die Filmmusik und spielte diese solistisch ein.
Im Sommer 2012 hatte Anna Starzinger im Zuge der Festspiele Reichenau die musikalische Leitung und das Arrangement des von Maria Happel inszenierten Nestroy Stückes Frühere Verhältnisse inne.
Als Bandmusikerin tritt sie regelmäßig mit Gary Howard (Flying Pickets) auf sowie mit den österreichischen Bands Salomon´s Wrong Choice Alien Hand Syndrome. Weiters ist Anna Starzinger als Cellolehrerin und freiberufliche Violoncellistin tätig. Mit dem Original Wiener Salonensemble trat sie im Wiener Konzerthaus, im Wiener Musikverein, sowie in der ORF-Show „Wir sind Kaiser“ auf.
Im Kinofilm Wir töten Stella (Regie: Julian Pölsler) tritt Anna Starzinger als Solocellistin auf.
2018 ist Anna Starzinger mit der österreichischen Band Wanda als Gastmusikerin auf Tour.

## Engagements
- Burgtheater
  - 2008/09 Das Leben ein Traum als Musikerin; Regie: Karin Beier
  - 2009/10 Eine Familie als Johnna Monevata; und Komposition/Cello der Theatermusik; Regie: Alvis Hermanis
  - 2011/12 Würgeengel als Alicia de Roc (Schauspiel und Cello); Regie: Martin Wuttke
- Festspiele Reichenau
  - 2012 Sommer Frühere Verhältnisse, Musikalische Leitung und Arrangement; Regie (und Komposition): Maria Happel
- Dschungel Wien – Theaterhaus für junges Publikum
  - 2013/14 Warum das Kind in der Polenta kocht, Musik; Regie: Sara Ostertag[14][10]
- 2014 Theatertour mit Julian le Play[15]
- 2018 „Niente“ Tour mit der österreichischen Band Wanda[16]
- seit 2019 Cellistin und Backgroundsängerin bei Soap&Skin[17]
- 2024 Festspiele Reichenau als musikalische Leitung und Schauspielerin in der Produktion Anatol[18]

## Filmografie (Auswahl)
- 2024: Der Altaussee-Krimi: Letzter Jodler (Fernsehreihe)